# Odontella cornifer
Odontella cornifer är en urinsektsart som beskrevs av Mills 1934. Odontella cornifer ingår i släktet Odontella och familjen Odontellidae. Inga underarter finns listade i Catalogue of Life.